# Pepsine A
La pepsine A est une protéase aspartique qui catalyse le clivage de la liaison peptidique à proximité de résidus d'acides aminés Hydrophobes, de préférence aromatiques.  Elle clive les liaisons Phe1–Val, Gln4–His, Glu13–Ala, Ala14–Leu, Leu15–Tyr, Tyr16–Leu, Gly23–Phe, Phe24–Phe et Phe25–Tyr de la chaîne B de l'insuline.
La pepsine A est la principale endopeptidase du suc gastrique des vertébrés.  Elle est issue du pepsinogène par protéolyse limitée.  La pepsine humaine se présente sous cinq isoformes différentes.  La pepsine D du porc est la pepsine A non phosphorylée.